# Aposeris
Aposeris là một chi thực vật có hoa trong họ Cúc (Asteraceae).

## Loài
Chi Aposeris gồm các loài: